# Imeneo di Gerusalemme
Imeneo (III secolo – 298) è stato il vescovo di Gerusalemme (all'epoca Aelia Capitolina) dal 260 fino alla sua morte, nel 298.
Secondo la cronistoria dei Padri Benedettini, succedette a Mazabanis invece solo nel 266. Si sarebbe reso lodevole in quanto a virtù e zelo per la dottrina.  Intervenne in due concili tenuti contro Paolo di Samosata, vescovo di Antiochia.  Rimase in carica fino al quattordicesimo anno di regno di Diocleziano, ovvero il 298.